# Moskowskoje (Kaliningrad, Slawsk)
Moskowskoje (russisch Московское, deutsch Wieszeiten, 1936 bis 1938 Wiescheiten, 1938 bis 1945 Kleinsommershöfen; auch: Luttken, litauisch Vyžaičiai; auch: Liutkai) ist ein Ort in der russischen Oblast Kaliningrad. Er gehört zur kommunalen Selbstverwaltungseinheit Stadtkreis Slawsk im Rajon Slawsk. Der Ort Moskowskoje befindet sich heute allerdings hauptsächlich im Bereich der Ortsstellen Jodischken/Jodingen und Tumstallis.

## Geographische Lage
Moskowskoje liegt 17 Kilometer südöstlich der einstigen Kreisstadt Heydekrug (heute litauisch: Šilutė) und 22 Kilometer nordwestlich der jetzigen Rajonshauptstadt Slawsk (Heinrichswalde) an der Regionalstraße 27A-034 (ex R513), die von Sowetsk (Tilsit) nach Myssowka (Karkeln) führt. Innerorts münden zwei Nebenstraßen ein, die von Prochladnoje (Kallningken, 1938 bis 1946 Herdenau) über Jasnopoljanka (Spucken, 1938 bis 1946 Stucken) bzw. von Lewobereschnoje (Schakuhnen, 1938 bis 1946 Schakendorf) kommen. Vor 1945 war Schudereiten (heute nicht mehr existent) die nächste Bahnstation und lag an der später aufgegebenen Bahnstrecke Brittanien–Karkeln der Niederungsbahn (ab 1939: Elchniederungsbahn).

## Geschichte

### Wieszeiten / Kleinsommershöfen
Das 1540 noch Wyszeiken genannte Dorf bestand vor 1945 aus mehreren großen und kleinen Höfen. Im Jahre 1874 wurde der Ort in den neu errichteten Amtsbezirk Schakuhnen (der Ort hieß zwischen 1938 und 1946: Schakendorf (Ostpr.), heute russisch: Lewobereschnoje) eingegliedert, der zum Kreis Heydekrug im Regierungsbezirk Gumbinnen der preußischen Provinz Ostpreußen gehörte. Am 1. Juli 1922 wurde der Amtsbezirk vom Kreis Heydekrug in den Kreis Niederung (ab 1939: Kreis Elchniederung) umgegliedert.
Im Jahre 1910 waren in Wieszeiten 121 Einwohner registriert. Ihre Zahl stieg bis 1925 auf 148, betrug 1933 noch 119 und belief sich 1939 auf 100.
Am 17. September 1936 wurde die Schreibweise des Ortsnamens offiziell in „Wiescheiten“ geändert. Eine weitere Änderung folgte am 3. Juni (mit amtlicher Bestätigung vom 16. Juli) 1938 aus politisch-ideologischen Gründen zur Vermeidung fremdländisch klingender Ortsbezeichnungen, indem man das Dorf dann „Kleinsommershöfen“ nannte.
In Kriegsfolge kam das Dorf im Jahre 1945 mit dem nördlichen Ostpreußen zur Sowjetunion.

### Luttken
Der kleine seinerzeit noch Luttkomanscheit genannte Ort war 1785 ein königliches Bauerndorf und 1919 bereits eine Landgemeinde. Im Jahre 1874 wurde der Ort in den neu errichteten Amtsbezirk Schakuhnen (der Ort hieß zwischen 1938 und 1946: Schakendorf (Ostpr.), heute russisch: Lewobereschnoje) im Kreis Heydekrug im Regierungsbezirk Gumbinnen der preußischen Provinz Ostpreußen eingegliedert. Am 1. Juli 1992 wurde der Amtsbezirk dann in den Kreis Niederung (ab 1939: Kreis Elchniederung) umgegliedert.
Im Jahre 1891 wurde Kuppern mit Luttken vereinigt, und 1910 zählte das Dorf insgesamt 58 Einwohner, wobei die Zahl bis 1925 mit 51 Einwohnern nahezu konstant blieb.
Am 1. April 1938 gab Luttken seine Eigenständigkeit auf und schloss sich mit den Nachbargemeinden Schudereiten und Staldschen (bis 1936: Staldszen, russisch: Dimitrowo, nicht mehr existent) zur neuen Gemeinde „Jägerhöh“ zusammen.
1945 wurde Luttken mit dem nördlichen Ostpreußen der Sowjetunion zugeordnet.

### Moskowskoje
Im Jahr 1947 wurde der Ort Wieszeiten bzw. Kleinsommershöfen in „Moskowskoje“ umbenannt und gleichzeitig dem Dorfsowjet Jasnowski selski Sowet im Rajon Slawsk zugeordnet. Vermutlich gelangte der Ort 1950 in den Lewobereschnenski selski Sowet und 1965 dann in den Prochladnenski selski Sowet. Im Ortsverzeichnis der Oblast Kaliningrad von 1976 wurde auch der Ort Luttken als zu Moskowskoje zugehörig angegeben. Von 2008 bis 2015 gehörte Moskowskoje zur Landgemeinde Jasnowskoje selskoje posselenije und seither zum Stadtkreis Slawsk.

## Kirche
Sowohl Wieszeiten  resp. Kleinsommershöfen als auch Luttken waren vor 1945 mit ihrer mehrheitlich evangelischen Bevölkerung in das Kirchspiel der Kirche Schakuhnen (1938 bis 1946: Schakendorf (Ostpr.), ab 1946: Lewobereschnoje) eingepfarrt. Es gehörte zum Kirchenkreis Niederung (Elchniederung) in der Kirchenprovinz Ostpreußen der Kirche der Altpreußischen Union. Heute liegt Moskowskoje im Einzugsbereich der in den 1990er Jahren neu entstandenen evangelisch-lutherischen Kirchengemeinde in Slawsk (Heinrichswalde) innerhalb der Propstei Kaliningrad (Königsberg) der Evangelisch-lutherischen Kirche Europäisches Russland.